# Godshuis De Muelenaere

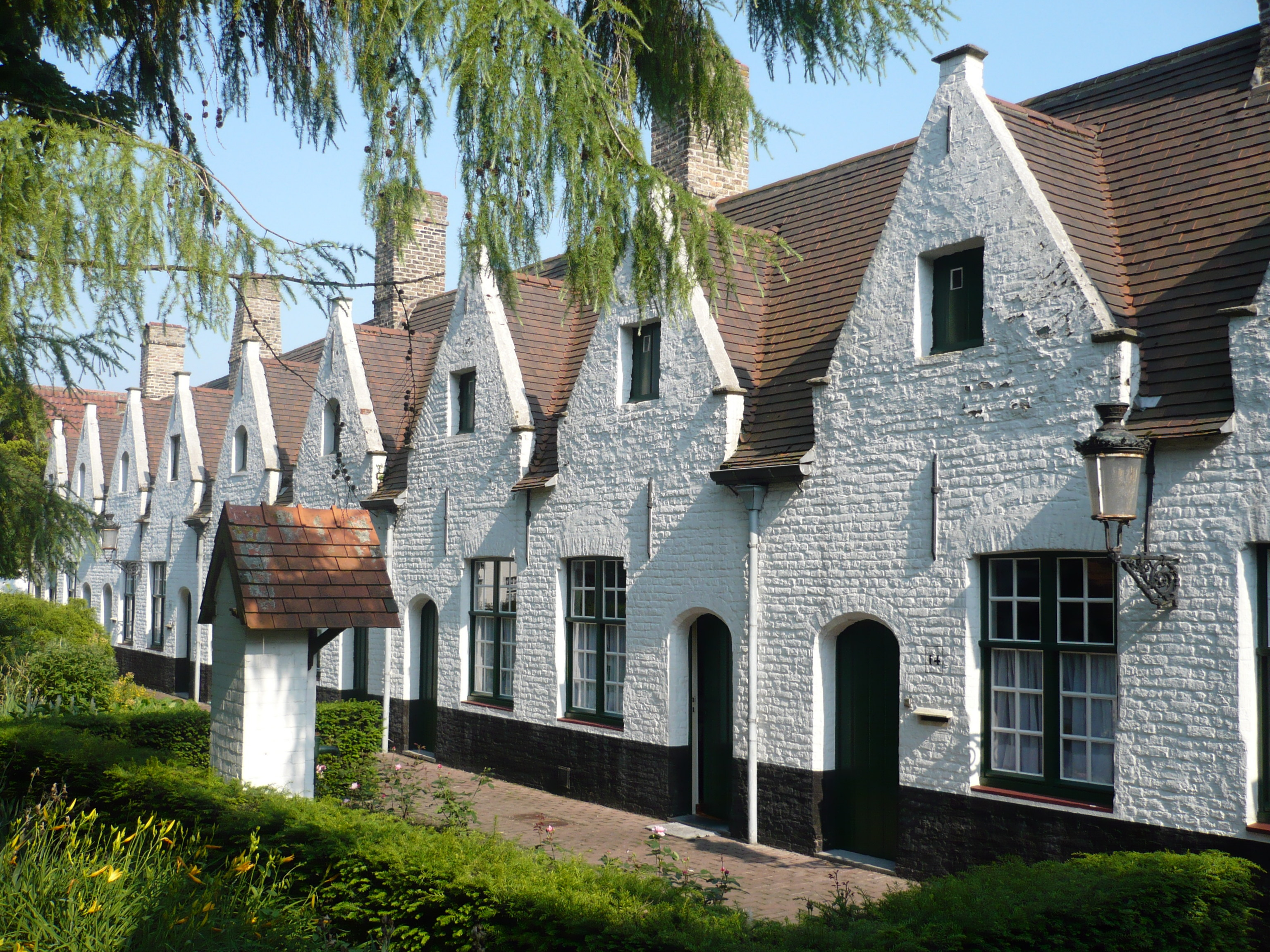
Godshuizen de Muelenaere in de Nieuwe Gentweg, Brugge

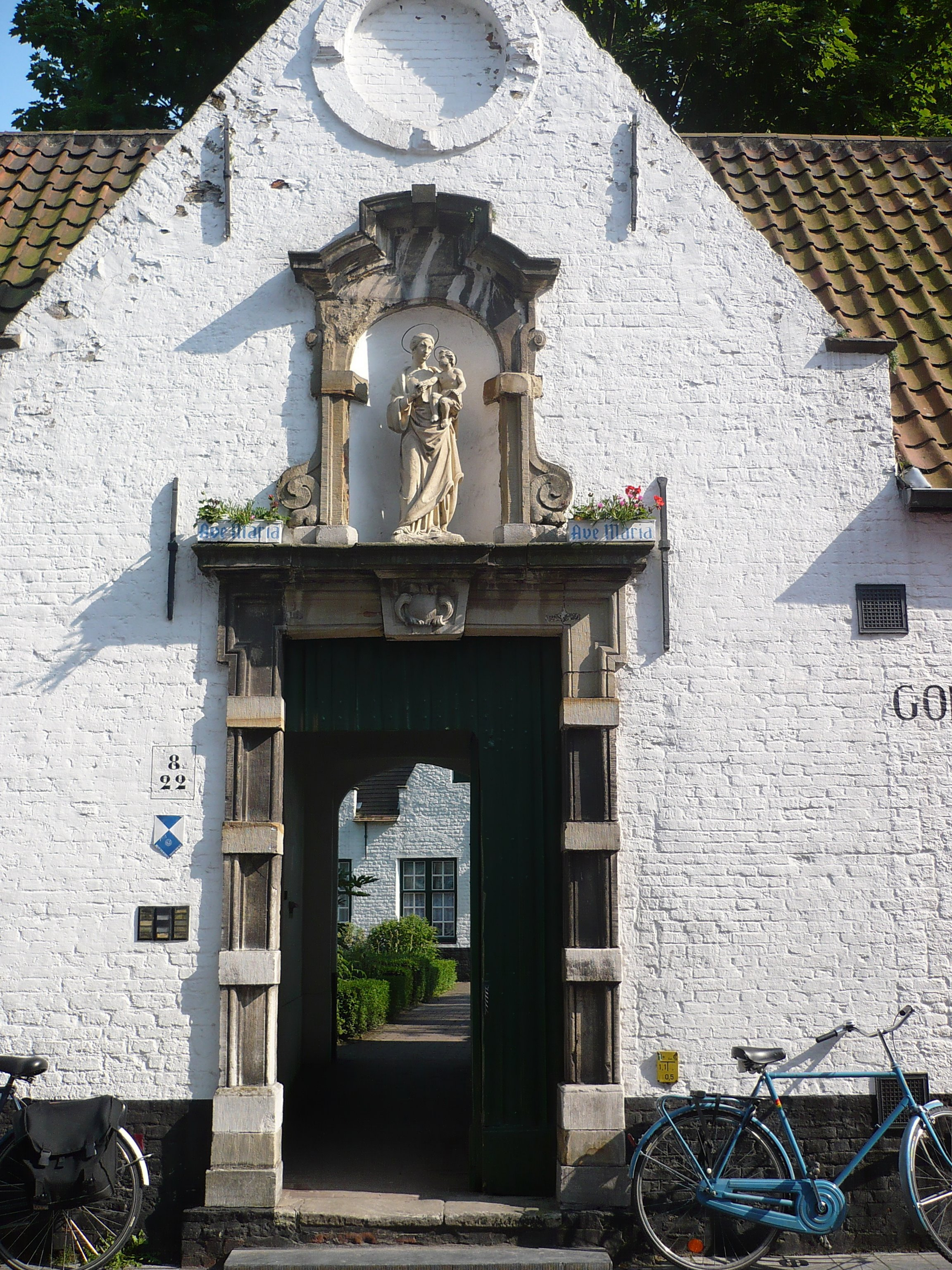
Ingangsdeur tot het beluik van de godshuizen de Muelenaere

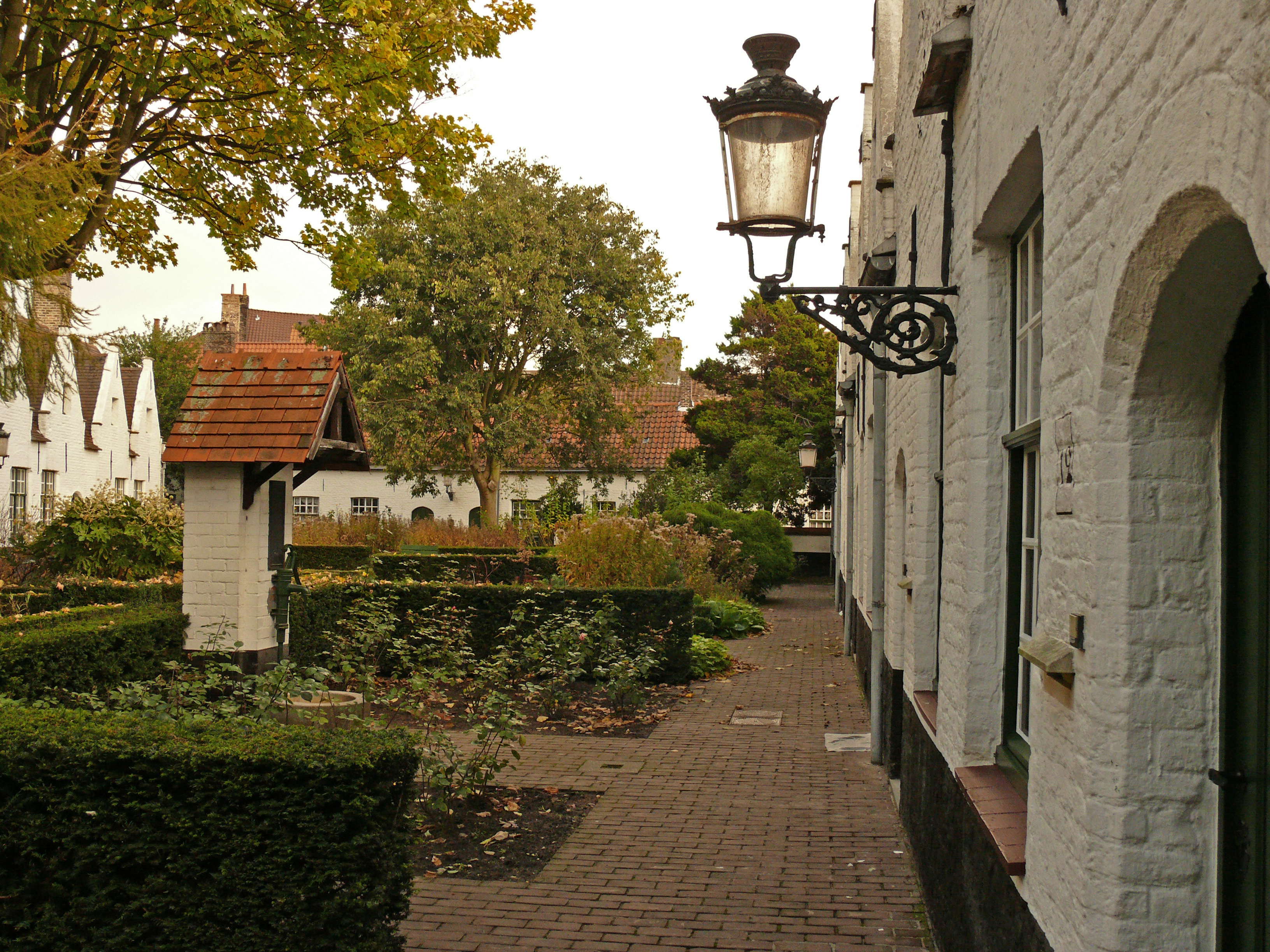
De binnentuin van de godshuizen 'de Muelenaere'

De Muelenaere, ook soms De Meulenaere, is een groep godshuizen in de Nieuwe Gentweg in Brugge.

## Geschiedenis
Johanna de Muelenaere, de weduwe van Jacobus Reyphins, schonk in 1613 drie hoeven met hun landerijen in het Camerlyncksambacht (Leffinge). Met de opbrengst ervan wenste zij een of meer huizen op te richten voor bejaarde behoeftige vrouwen, bij voorkeur in de Sint-Salvatorsparochie.
Korte tijd nadat ze haar schenking had gerealiseerd, overleed ze, op 20 april 1616. Nadat haar erfgenamen eerst vooruitzicht hadden tot bouwen in de Dweersstraat en in het Hoogste van Brugge, kozen ze uiteindelijk voor de Nieuwe Gentweg op de Onze-Lieve-Vrouweparochie. Vanaf 1625 waren de huisjes er bewoond. De gemeenschappelijke tuin kreeg in zijn midden een waterput. Op de zuidkant werd een kapel gebouwd, waar de bewoners dagelijks een gebed gingen zeggen voor de stichteres.
De erfgenamen bleven tot op het einde van het ancien régime het beheer van de godshuizen behartigen. De laatste voogd was Jean-Baptiste Lauwereyns de Roosendaele de Diepenheede, zoon van Charles Lauwereyns de Roosendaele de Diepenheede. Vervolgens werd de eigendom verplicht overgedragen aan de Commissie van Burgerlijke Godshuizen.
De stichting de Muelenaere met zijn oorspronkelijk vierentwintig godshuizen is een van de meest bezochte beluiken van Brugge. In 1980 werden grondige aanpassingen uitgevoerd en werd telkens een huis van drie huisjes gemaakt, wat het aantal bewoners reduceerde tot acht echtparen.
De godshuizen de Muelenaere werden in 1974 bij koninklijk besluit als monument beschermd.